# حالة الطمأنينة
حالة الطمأنينة (بالإنجليزية: Ataraxia)‏ أو الأتاراكسيا, كلمة إغريقية ،تعني التحرر من كل قلق وتكلف. غاية الفلسفة بالنسبة لإبيقور كانت الوصول للحياة السعيدة والمطمئنة ولها خاصتين :
- حالة الطمأنينة (بالإنجليزية: Ataraxia)‏ أي الطمأنينة والسلام والتخلص من الخوف
- حالة غياب الألم (بالإنجليزية: Aponia)‏ وتعني غياب الألم، والاكتفاء الذاتي محاطاً بالأصدقاء

وقال الفيلسوف الروماني سكستوس إمبيريكوس أنه يمكن الحصول على حالة الطمأنينة ("أتاراكسيا") أو راحة البال من خلال التوقف عن الحكم على الأشياء. وكان لأعماله الكثيرة التي ظلت حتى الآن تأثير أبدي على الفلاسفة التاليين له.